# Pfaffenschlag (Slavonice)
Koordinaten: 49° 0′ 52,9″ N, 15° 18′ 10,7″ O

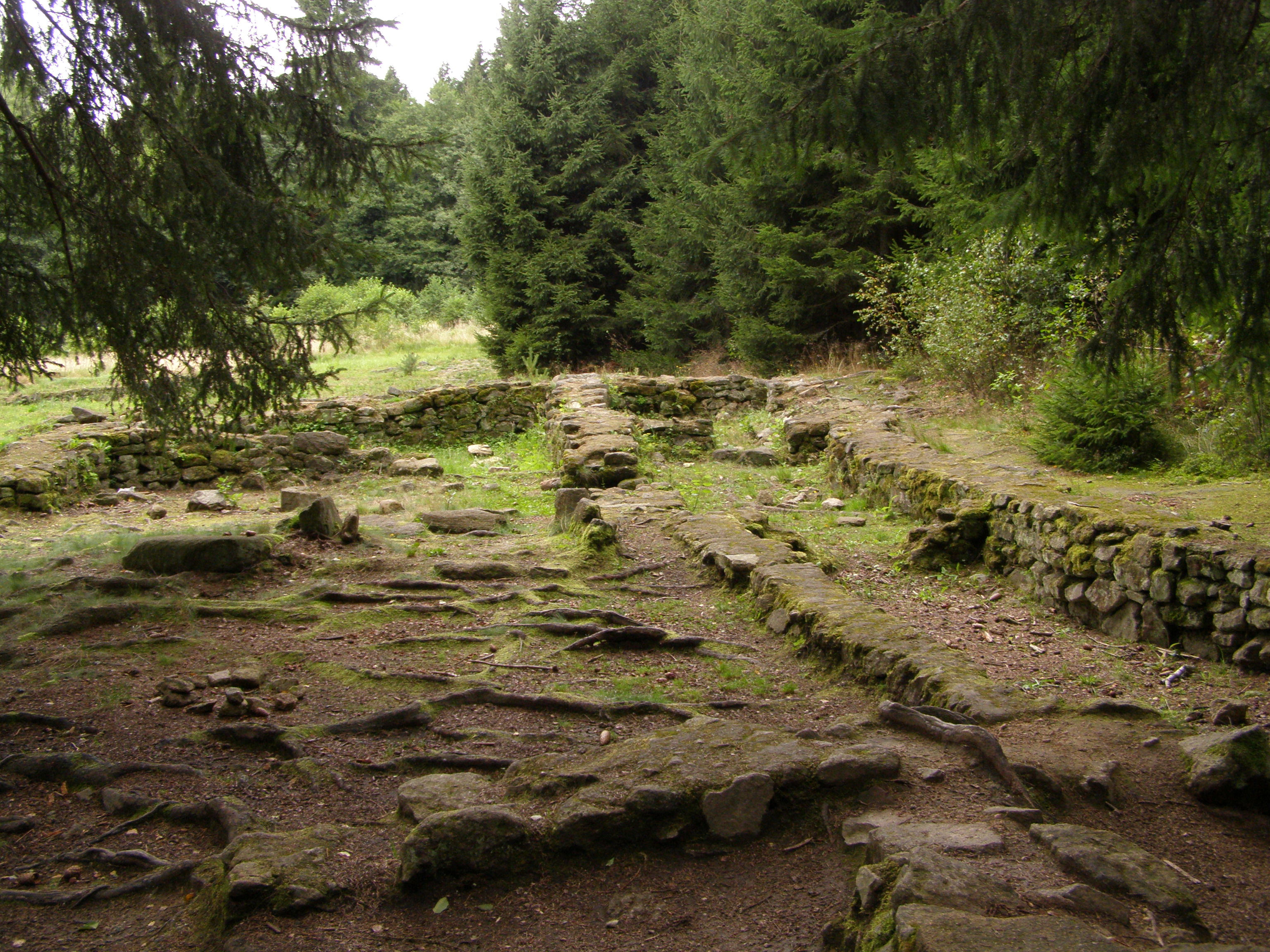
Fundamente des mittelalterlichen Dorfs Pfaffenschlag (2010)

Pfaffenschlag ist ein archäologisches Denkmal im südlichen Mähren nahe Slavonice in Tschechien. Die Ausgrabung durch ein Team von Vladimír Nekuda dokumentiert ein typisches Dorf, wie es im Zuge der Hochmittelalterlichen Ostsiedlung in weiten Teilen Ostmitteleuropas entstand. Der Ort hat daher nicht nur nationale, sondern auch europäische Bedeutung.

## Geschichte
Das Dorf wurde in der zweiten Hälfte des 13. Jahrhunderts an der Stelle eines hundert Jahre vorher verlassenen slawischen Dorfes gegründet. Die Grenzgebiete Böhmens und Mährens wurden im 13. Jahrhundert unter Ottokar II. Přemysl durch vorwiegend deutschsprachige Siedler erschlossen.
Im Dorf betrieb man die in Europa im Hochmittelalter übliche Dreifelderwirtschaft. Im Vergleich zum vorherigen slawischen Dorf, in dem es offenbar weder Eisenbearbeitung noch Pferdezucht, Hafer-, Gerste- oder Obstanbau gab und die Bauten Holz-Erde Konstruktionen waren, zeigt Pfaffenschlag ein modernes Dorf, wie es im 13. Jahrhundert u. a. durch die  Ostsiedlung nach Böhmen und Mähren üblich war.
Die Siedlung wurde während der Hussitenkriege niedergebrannt und nicht wieder aufgebaut.

## Anlage
Das Dorf bestand aus sechzehn ganz aus Stein erbauten Gehöften, einer Mühle, Nebengebäuden und Kellern. Davon waren elf Bauerngehöfte, die in zwei Reihen entlang des Baches angeordnet waren. Die einzelnen Häuser bestanden aus einem Keller mit einem Ofen oder einer Feuerstelle, einem Saal und einer Kammer.
Der nahe gelegene Teich stammt nicht aus der Zeit des Bestehens des Dorfes, sondern erst aus dem Jahr 1483, 50 Jahre nach seinem Untergang.

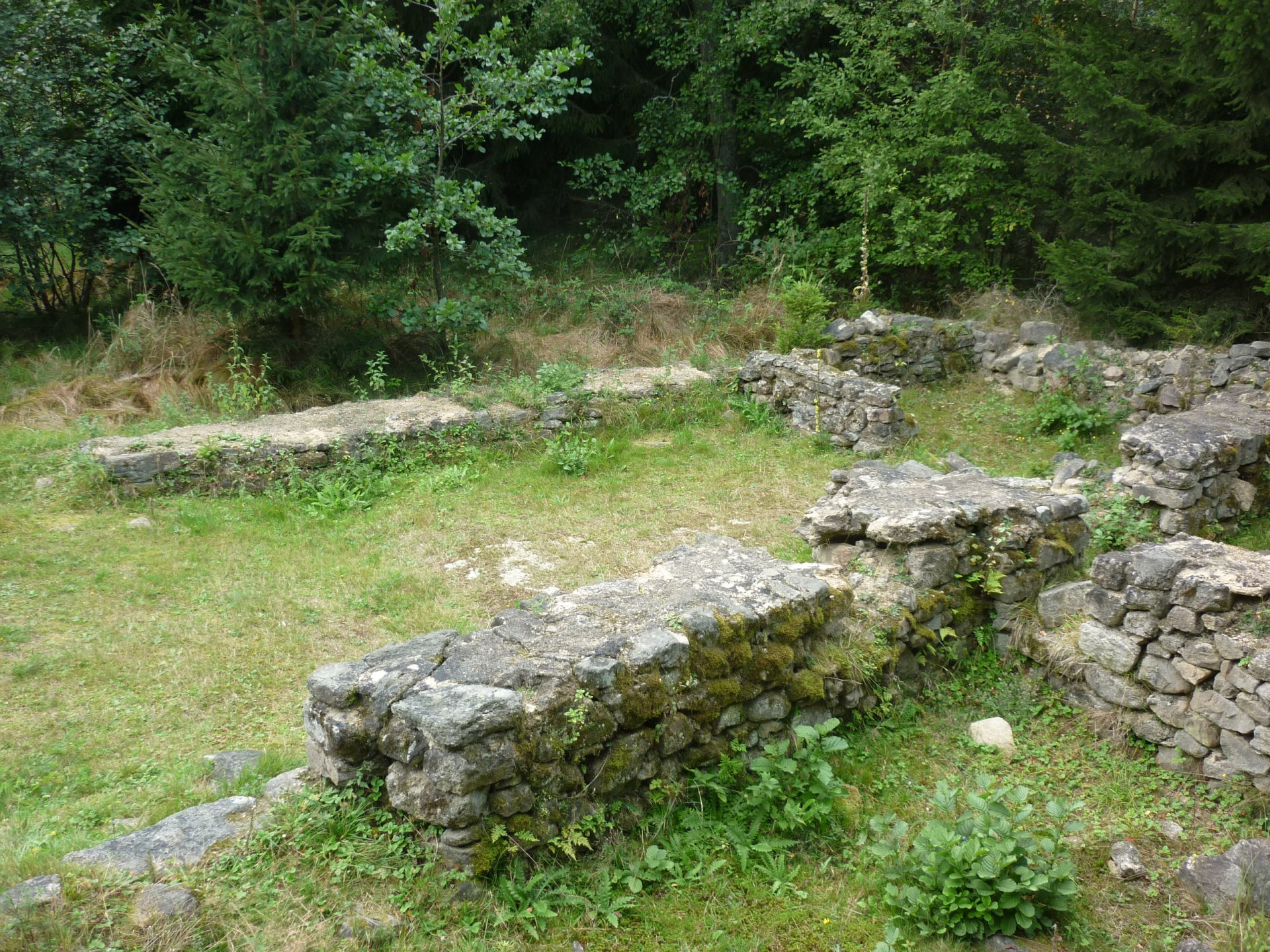
Steinerne Fundamente des hochmittelalterlichen Dorfes

Fundamente aller Gebäude, die zwischen 1960 und 1971 ausgegraben wurden, können heute besichtigt werden.

## Legende
Der Legende nach wurde das Dorf erst während des Dreißigjährigen Krieges von den Schweden zerstört und niedergebrannt. Vorher versteckten die Bauern ihr Geld in einem Butterfass und warfen dieses in den Brunnen.